# Orbitoidinae
Orbitoidinae es una subfamilia de foraminíferos bentónicos de la familia Orbitoididae, de la superfamilia Orbitoidoidea, del suborden Rotaliina y del Orden Rotaliida. Su rango cronoestratigráfico abarca desde el Santoniense superior hasta el Maastrichtiense (Cretácico superior).

## Clasificación
Orbitoidinae incluye a las siguientes subfamilias y géneros:
- Ilgazina †
- Neosivasella †
- Orbitoides †
- Pseudomphalocyclus †
- Simplorbites †
- Sivasella †

Otros géneros considerados en Orbitoidinae son:
- Gallowayina †, aceptado como Orbitoides
- Hymenocyclus †, aceptado como Orbitoides
- Monolepidorbis †, aceptado como Orbitoides
- Orbitella †, aceptado como Orbitoides
- Rhipidocyclina †, considerado subgénero de Orbitoides, Orbitoides (Rhipidocyclina), y aceptado como Discocyclina
- Schlumbergeria †, aceptado como Orbitoides
- Silvestrina †, aceptado como Orbitoides